# María Berrío
María Berrío (Bogotá, Colombia, 1982) es una artista visual colombiana, especializada en collage, que trabaja en Brooklyn, Nueva York.

## Trayectoria
El periódico Los Angeles Times escribió que los collage a gran escala de Berrío, "meticulosamente elaborados a partir de capas de papel japonés, reflejan las conexiones interculturales y la migración global vistas a través del prisma de su propia historia". Es conocida por su uso de papel de impresión japonés, que corta y rasga para crear collages con detalles pintados con acuarela. Berrío, que pasó su infancia en Colombia y se mudó a EE. UU. en su adolescencia, se inspira en el folklore colombiano y la literatura sudamericana. En una entrevista  concedida a The Georgia Review en 2019, habla sobre la tradición del pueblo Kogui que plasma en su obra Aluna (2017). Los collages de Berrío se caracterizan por representaciones de mujeres principalmente, que a menudo miran fijamente al espectador.
En 2021, Berrío recibió la Beca Joan Mitchell de la Fundación Joan Mitchell. Un año después su trabajo se incluyó en la exposición Mujeres pintando mujeres en el Museo de Arte Moderno de Fort Worth.
Su obra está incluida en las colecciones del Pérez Art Museum Miami, el Yuz Museum Shanghai, la Academia de Bellas Artes de Pensilvania, la Galería Nacional de Arte y el  Museo Whitney de Arte Estadounidense.